# ساحة إسبانيا (مليلية)
تعد ساحة بلازا دي إسبانيا أهم ساحة في مدينة مليلية الإسبانية المتمتعة بالحكم الذاتي . يقع في الإنسان الحداثي ، بين المدينة القديمة ( Melilla la Vieja ) والمركز الحضري الجديد ( حي الملكة فيكتوريا ). 

## تاريخ
تم التخطيط له باعتباره مشروع التحضر لبوابة سانتا باربرا في عام 1910 من قبل خوسيه دي لا غاندارا وتمت الموافقة عليه في يناير 1911 من قبل ألفونسو يونيو 1912، وقد أطلق عليه مجلس التحكيم اسم بلازا دي إسبانيا.     تمت الموافقة على المشروع في 18 يناير 1913 من قبل رئيس مجلس التحكيم العام خوسيه فيلالبا ريكيلمي ، وبدأ البناء في 22 أبريل من نفس العام، وهي العملية التي اختتمت في 23 يناير 1914 بافتتاح الساحة الجميلة من قبل الجنرال فيلالبا نفسه.  في عام 2007، حصلت حدائقها مع حديقة هيرنانديز على لقب الحديقة التاريخية .       

## وصف
تتكون الساحة من دوار يبلغ نصف قطره ثمانين مترًا. تحتوي على ثلاث حلقات من الممرات وحديقتين متخللتين، ويقع في وسطها النصب التذكاري لأبطال وشهداء الحملات .  

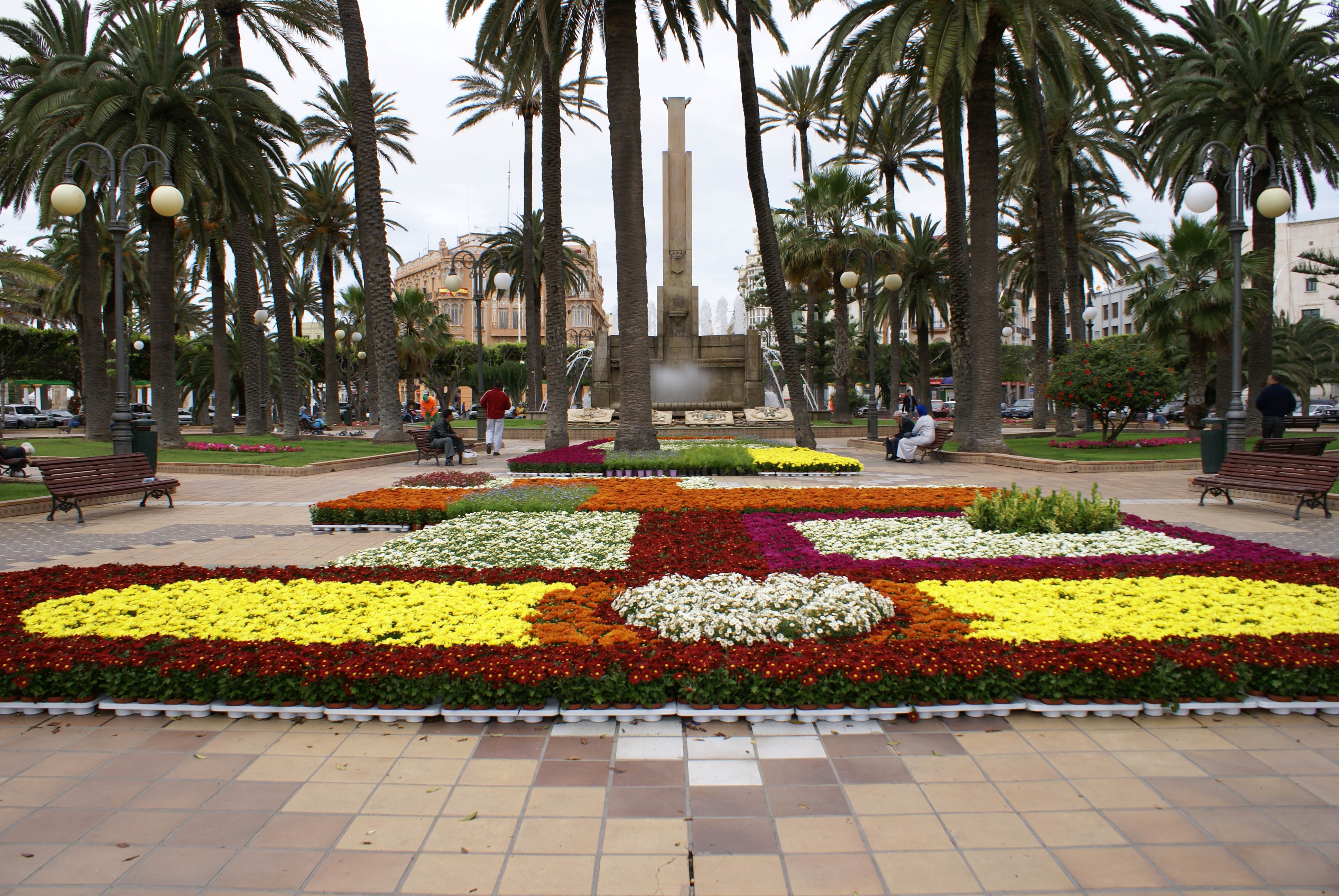
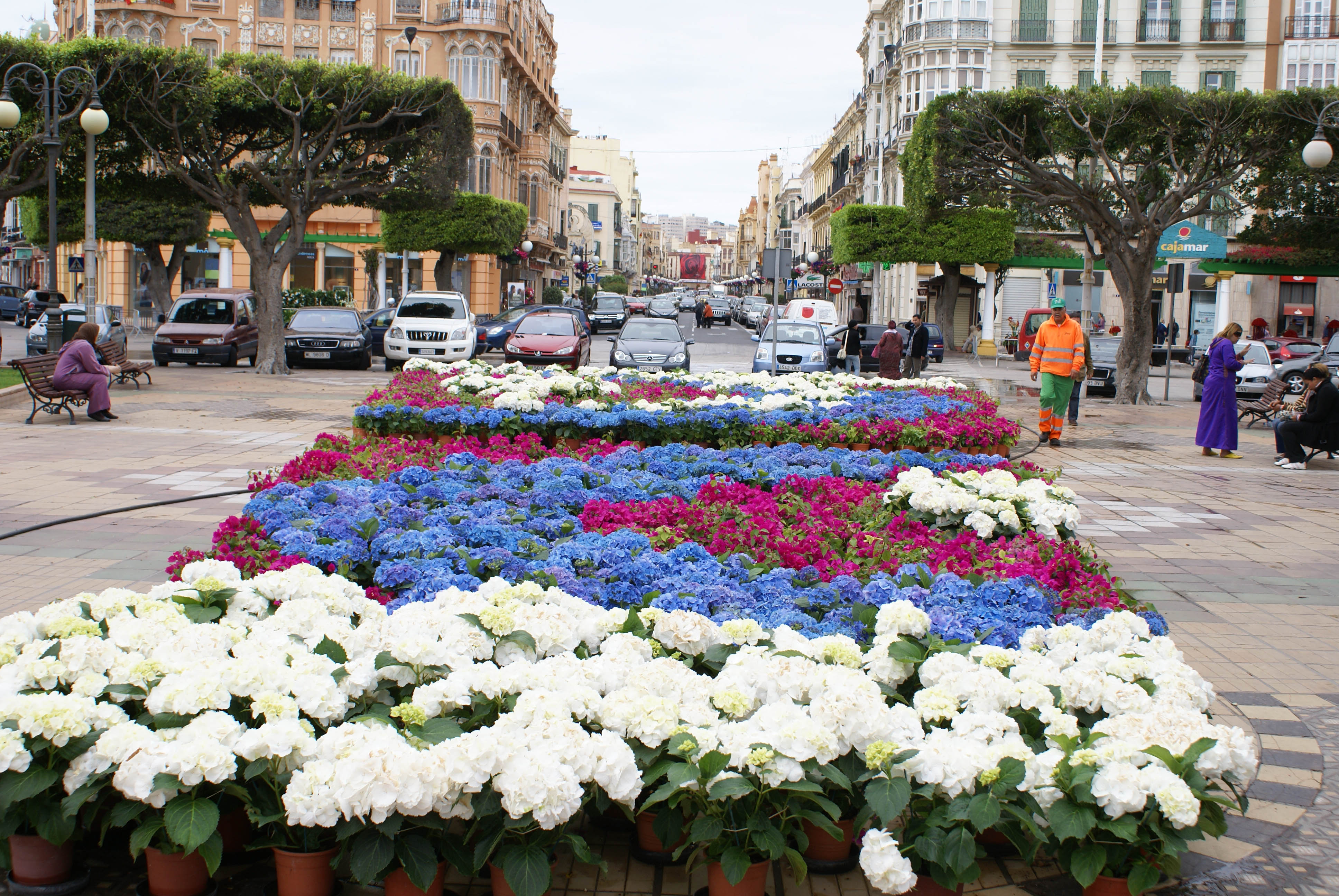
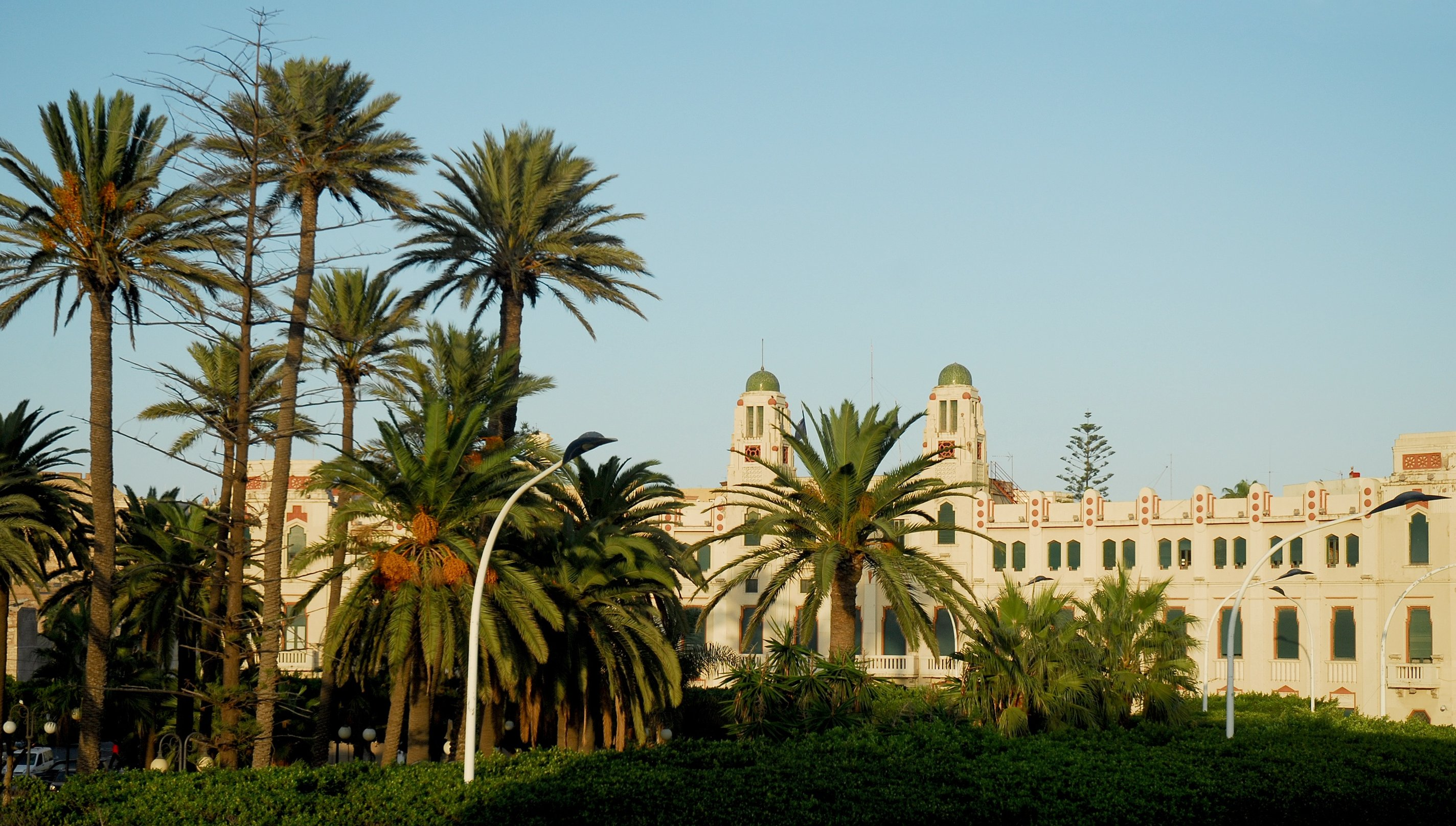